# Rudolf Schneider (Fußballspieler, 1921)
Rudolf „Rudi“ Schneider (* 3. Dezember 1921 in Lauter/Sa.; † 12. September 1986) war ein Fußballspieler aus der DDR.

## Spieler
Schneider spielte bis 1954 für die BSG Empor Lauter. Für die Erzgebirger absolvierte er 54 Oberligaspiele und erzielte dabei acht Tore.
Als im November 1954 die Spieler des Empor Lauter zum neu gegründeten SC Empor Rostock delegiert wurden, ging er als einer von zwölf Empor Spielern vom Erzgebirge mit an die Ostseeküste. Im ersten Oberliga-Punktspiel von Empor Rostock am 14. November 1954 stand er unter Empor-Trainer Oswald Pfau im Ostseestadion gegen Chemie Karl-Marx-Stadt (0:0) in der Startaufstellung. Nachdem Rostock in den folgenden sechs Punktspielen lediglich ein Unentschieden einfuhr, somit in der Tabelle vom ersten auf den zwölften Platz abfiel und sich in Abstiegsgefahr begab – Schneider bestritt bis dorthin jedes Oberliga-Punktspiel für Rostock –, folgte am 16. Spieltag der Oberliga-Saison 1954/55 gegen die BSG Motor Zwickau (3:0) der erste Oberliga-Sieg in der noch jungen Vereinshistorie, an dem er seinen Anteil hatte. Wenige Tage vor diesem Sieg stellte sich das Oberliga-Kollektiv auf Anregung der Gesellschaft für Deutsch-Sowjetische Freundschaft (DSF) im Haus der Freundschaft der Kritik Rostocker Werktätiger, die Gründe für die Sieglosserie seit der Gründung des Clubs erfahren wollten. In seiner ersten Saison bei Empor Rostock spielte er alle 18 Partien. In der Übergangssaison 1955 mit dreizehn Spieltagen kam er auf zwölf Oberligaeinsätze. Sein einziges Tor für Empor erzielte er in der Saison 1956. Am Saisonende stieg er mit Rostock als Tabellenletzter ab; Schneider hatte 24 Partien absolviert. In der folgenden DDR-Ligasaison spielte er 13-mal und schaffte mit Rostock den direkten Wiederaufstieg.
In seiner Zeit bei den Hanseaten kam Schneider zwölfmal im FDGB-Pokal zum Einsatz. 1955 und 1957 erreichte er jeweils das Finale und stand in der Startelf des Finalspiels. Einen Titel gewann er nicht. 1955 ging das Finale 2:3 nach Verlängerung gegen den SC Wismut Karl-Marx-Stadt und 1957 1:2 nach Verlängerung gegen den SC Lok Leipzig verlor.
Später war Schneider als Jugendtrainer in Rostock tätig.

## Privat
Im Oktober 1949 wurde sein Sohn Dieter Schneider geboren. Dieser spielte später als Torwart 18 Jahre für den F.C. Hansa Rostock und kam dabei auf 349 Liga-Einsätze.